# Land Rover Range Rover
Land Rover Range — полноразмерный внедорожник премиум-класса, выпускаемый компанией Land Rover. Является флагманской моделью компании. Производство Range Rover началось в 1970 году, сегодня выпускаются автомобили пятого поколения. Jaguar Land Rover увеличил модельный ряд Range Rover, он включает в себя также три отдельных модели: Range Rover Evoque, Range Rover Sport и Range Rover Velar.

## Первое поколение

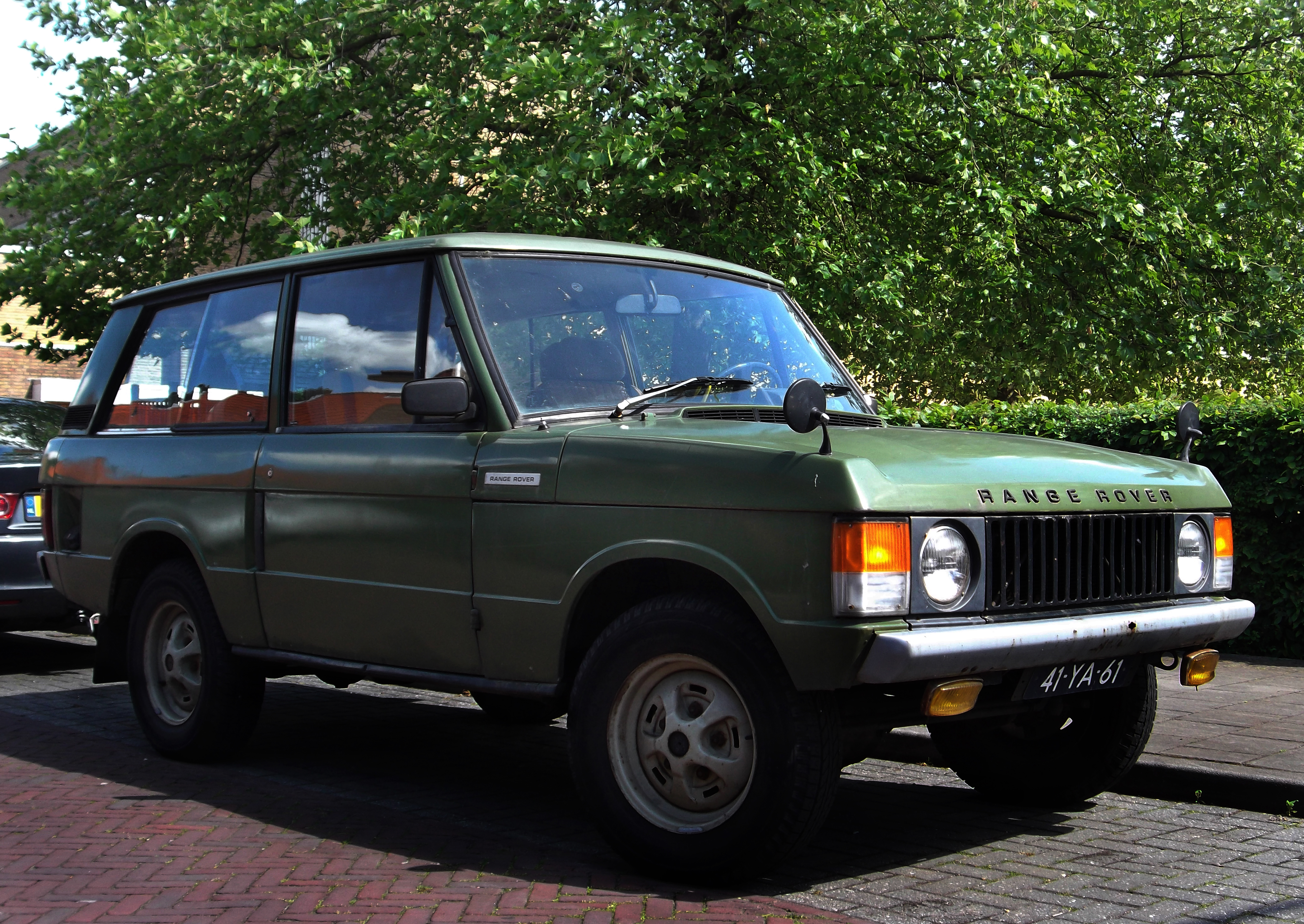
Трёхдверная версия 1974 года

Range Rover («Classic», 1970—1996) производился компанией Land Rover с 1970 по 1996 годы. До 1981 года автомобиль был доступен только в 3-дверном кузове, после появилась 5-дверная версия, но 3-дверные внедорожники продолжали производиться до января 1994 года. Это было первое поколение внедорожников Range Rover. Для большинства людей автомобиль известен как «Range Rover», однако компанией Land Rover название «Range Rover Classic» применялось для переходных автомобилей и автоматически для всех внедорожников Range Rover первого поколения.

## Второе поколение

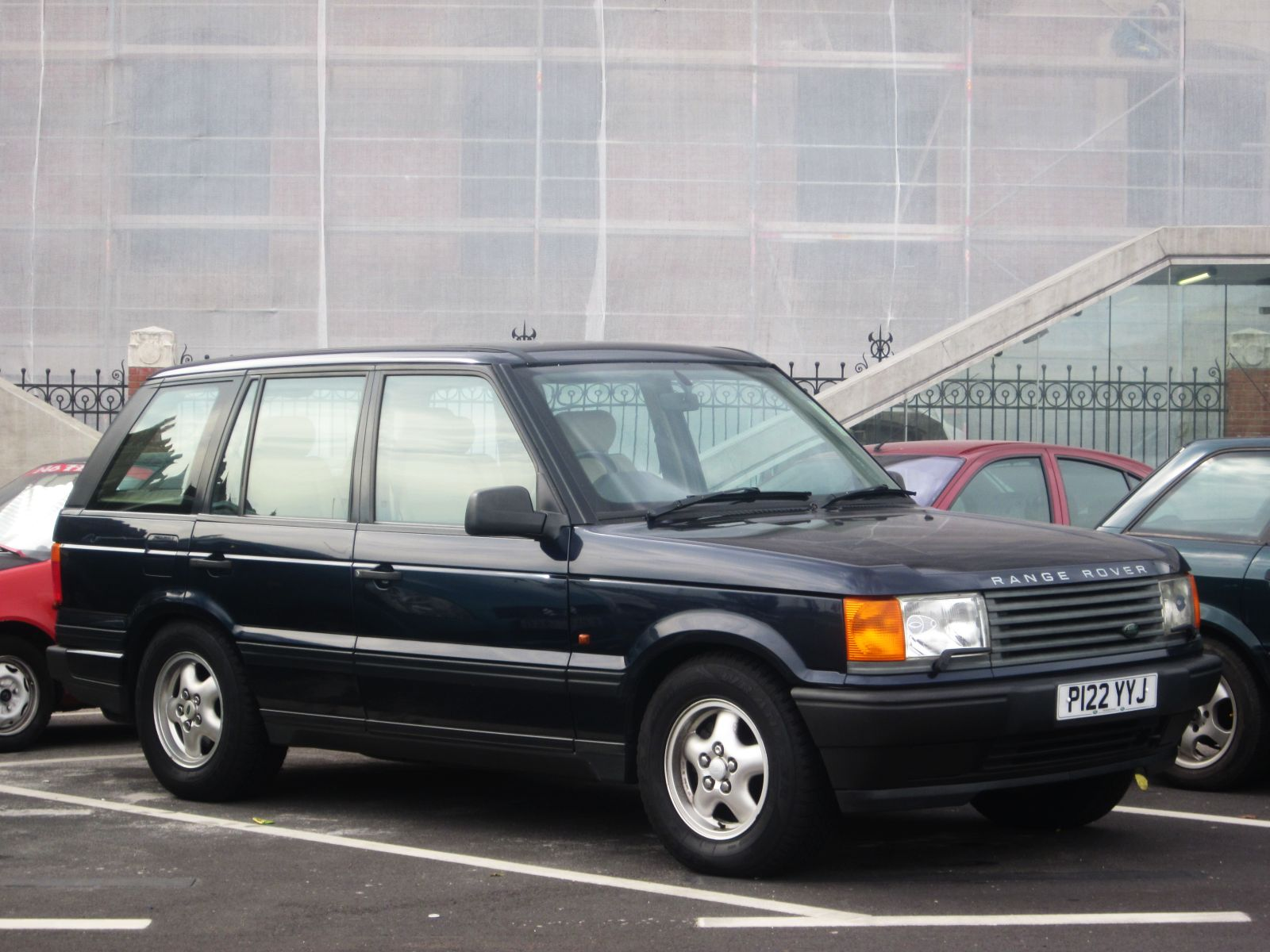
Range Rover второго поколения

Производство второго поколения Range Rover (P38A, 1994—2002) началось 28 сентября 1994 года, спустя 24 года после появления автомобилей первого поколения Range Rover.
Автомобили второго поколения сразу получили обновлённую версию двигателя Rover V8, а также рядный шестицилиндровый дизельный двигатель M51 производства BMW объёмом 2,5 литра с турбонаддувом. Новая модель предлагала более богатую комплектацию, что ставила автомобиль выше Land Rover Discovery.

## Третье поколение

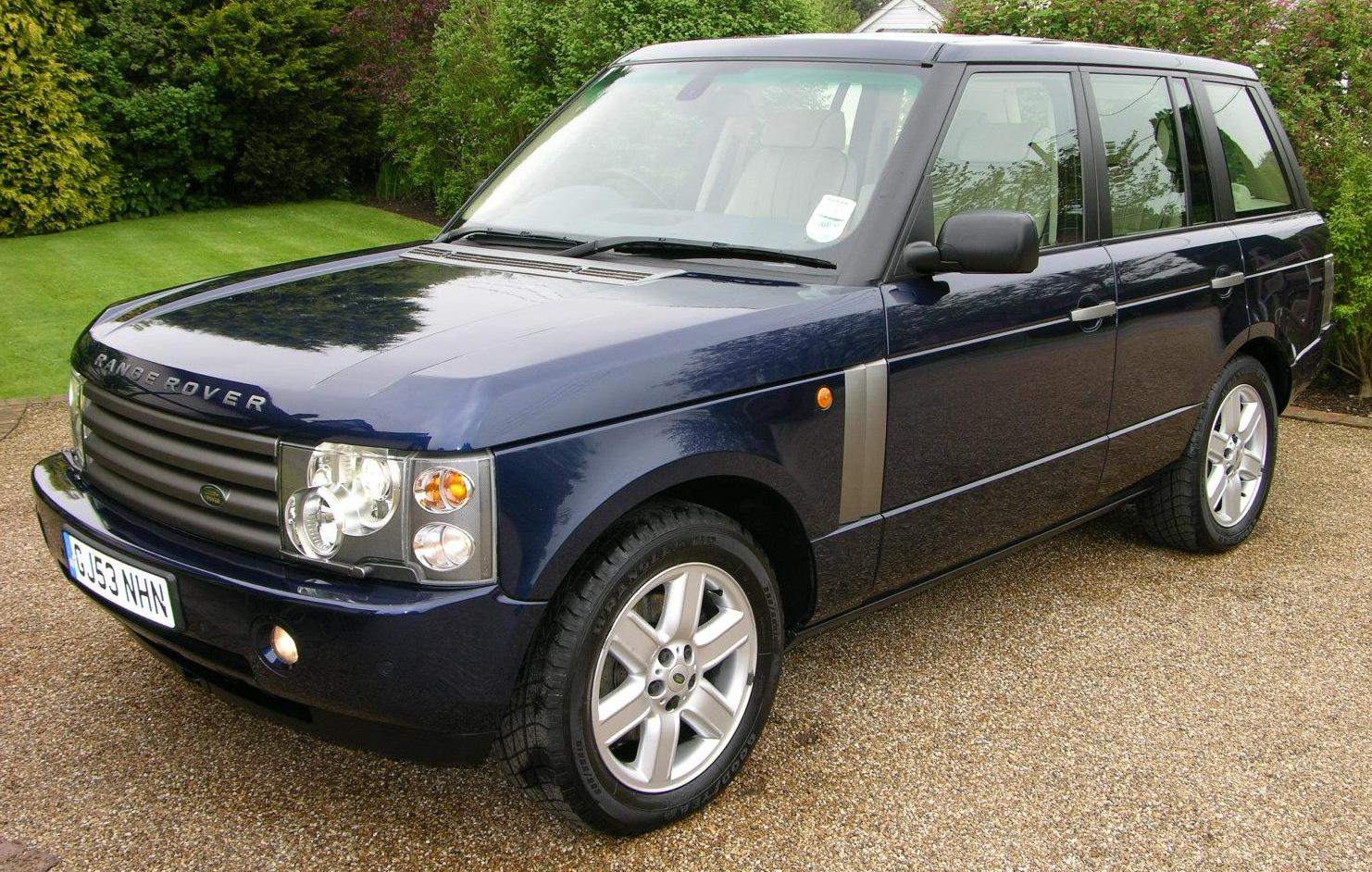
Range Rover третьего поколения

Range Rover третьего поколения (L322, 2002—2012) появился в 2002 году и производился более 10 лет. Разработанный и построенный компанией BMW, этот автомобиль содержит одинаковые компоненты и системы (электроника, блоки управления и т. д.) с автомобилями BMW E38. Тем не менее, до запуска L322 в серийное производство, компания Land Rover была уже 2 года как продана.
Первые выпуски Range Rover третьего поколения (L322) c 2002 по 2005 год комплектовались двигателями BMW: бензиновым объёмом 4,4 литра (M62B44) и дизельным объёмом 3,0 литра (M57).
В модели со второй половины 2005 года по 2009 год устанавливались бензиновые двигатели Ford объёмом 4,4 литра (атмосферный) и 4,2 литра (компрессорный), а также дизельный 3,6 литра V8. Помимо изменений в линейке двигателей произошёл внешний рестайлинг, который затронул переднюю и заднюю оптику, передний бампер, а также некоторые изменения произошли в салоне автомобиля. Частично изменилась электроника, систему мультимедиа заменили на более современную с сенсорным дисплеем.
Начиная с 2010 года линейка двигателей снова обновилась, дизельный двигатель заменили на 4,4-литровый с усовершенствованной системой двойного турбонаддува. Бензиновые двигатели заменили на 5,0-литровые агрегаты: атмосферный мощностью 375 л. с. и компрессорный с отдачей в 510 л. с. С дизельным двигателем стала комплектоваться 8-ступенчатая автоматическая коробка переключения передач производства компании ZF Friedrichshafen AG.
Range Rover третьего поколения комплектовался типоразмером колес от 255/60/r18 8j et53, до 275/40/r22 10j et45, в максимальных комплектациях
В Великобритании и некоторых других странах автомобили в зависимости от комплектации подразделялись на SE, HSE, Vogue и Supercharged. Другие обозначения, такие как Vogue SE, Autobiography, Westminster и специальные издания появились позже. Самой роскошной версией Range Rover третьего поколения является Autobiography Ultimate Edition, которая выпущена ограниченной серией в 500 экземпляров.
В своей колонке, Sunday Times, Джереми Кларксон однажды написал, что он владел Range Rover в комплектации Vogue с TDV8 и сказал, что это был «лучший автомобиль в мире и лучший 4x4».

## Четвёртое поколение

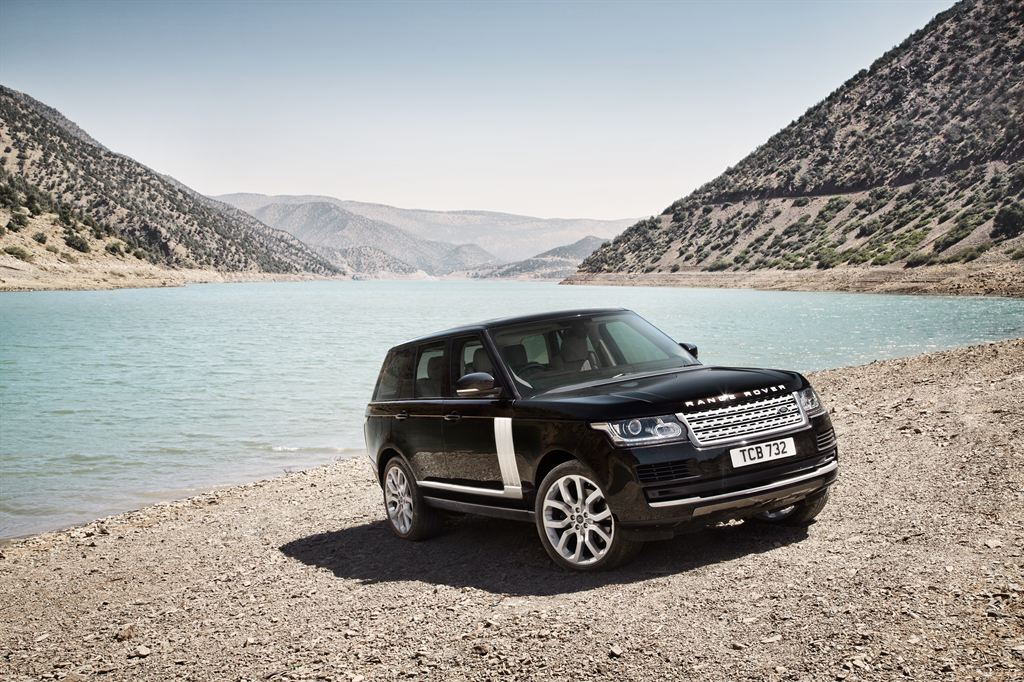
Range Rover четвёртого поколения

Четвёртое поколение Range Rover (L405, с 2012) представлено в сентябре 2012 года на Парижском автосалоне.
На автомобилях четвёртого поколения устанавливаются дизельные моторы V6 (объёмом 3 литра) и V8 (объёмом 4,4 литра) и бензиновые V6 (объёмом 3 литра) и V8 (объёмом 5 литров). Трансмиссия 8-ступенчатая автоматическая. Габариты: колёсная база 2922 мм, длина 5000 мм, ширина 2073 мм, высота 1835 мм.
Range Rover 2017 модельного года обзавёлся большим количеством электронных помощников и систем безопасности, а также новой мультимедиа. В гамме появилась версия SVAutobiography Dynamic.

### Комплектации
Доступны следующие варианты двигателя:
| Модель                                         | Характеристики двигателя                      | Топливо | Мощность (кВт; л.с.; э.л.с.) | Крутящий момент (Нм) | Разгон 0—97 км/ч (секунд) | Максимальная скорость (км/ч) | Выбросы CO2 (г/км) |
| ---------------------------------------------- | --------------------------------------------- | ------- | ---------------------------- | -------------------- | ------------------------- | ---------------------------- | ------------------ |
| 2.0 L Ingenium Plug-in Hybrid                  | 1,999 см3 I4 + 85 кВт электрический двигатель | бензин  | 297; 404; 398                | 640                  | 6,8                       | 220                          | 72                 |
| 3.0 L Supercharged (340 PS)                    | 2,995 см3 V6                                  | бензин  | 250; 340; 335                | 450                  | 7,4                       | 209                          | 254                |
| 3.0 L Supercharged (380 PS)                    | 2,995 см3 V6                                  | бензин  | 279; 380; 375                | 450                  | 6,9                       | 209                          | 254                |
| 5.0 L (2012–2013)                              | 4,999 см3 V8                                  | бензин  | 276; 375; 370                | 510                  | 6,5                       | 209                          | 299                |
| 5.0 L Supercharged (2013–2016)                 | 4,999 см3 V8                                  | бензин  | 375; 510; 503                | 625                  | 5,1                       | 249                          | 322                |
| 5.0 L Supercharged (2017–)                     | 4,999 см3 V8                                  | бензин  | 386; 525; 518                | 625                  | 5,4                       | 249                          | 304                |
| 5.0 L Supercharged SVAutobiography (2015–2016) | 4,999 см3 V8                                  | бензин  | 405; 550; 542                | 680                  | 4,5                       | 261                          | 322                |
| 5.0 L Supercharged SVAutobiography (2017–)     | 4,999 см3 V8                                  | бензин  | 416; 565; 557                | 700                  | 4,3                       | 283                          | 290                |
| 3.0 L TDV6                                     | 2,993 см3 V6                                  | дизель  | 190; 258; 254                | 600                  | 7,4                       | 209                          | 196                |
| 3.0 L SDV6 (250 PS)                            | 2,993 см3 V6                                  | дизель  | 184; 250; 247                | 600                  | 8,0                       | 209                          | 200                |
| 3.0 L SDV6 (275 PS)                            | 2,993 см3 V6                                  | дизель  | 202; 275; 271                | 625                  | 7,9                       | 209                          | 200                |
| 3.0 L SDV6 (300 PS)                            | 2,993 см3 V6                                  | дизель  | 221; 300; 296                | 650                  | 7,4                       | 209                          | 209                |
| 3.0 L SDV6 Hybrid                              | 2,993 см3 V6 + 35 кВт электрический двигатель | дизель  | 250; 340; 335                | 700                  | 6,5                       | 217                          | 169                |
| 4.4 L SDV8                                     | 4,367 см3 V8                                  | дизель  | 250; 340; 335                | 740                  | 6,9                       | 217                          | 229                |

### Гибрид
Гибридная дизель-электрическая версия Range Rover Hybrid представлена в 2013 году на Франкфуртском автосалоне. Заказы на гибридную версию начали приниматься с сентября 2013 года, а поставки по Европе стартовали с начала 2014 года.

## Электрическая версия
Land Rover готовится к выпуску своего первого полностью электрического внедорожника — Range Rover Electric, заказы на который начнут принимать в 2025 году. Новый электромобиль сохраняет узнаваемый фирменный стиль бренда, отличаясь лишь закрытой решёткой радиатора и отсутствием выхлопной системы.
Автомобиль успешно прошёл испытания в экстремальных условиях, включая жару свыше 50 градусов по Цельсию в пустыне Дубая. По результатам тестов электрическая версия продемонстрировала производительность, сравнимую с моделями на двигателях внутреннего сгорания.
Подробные технические характеристики пока не разглашаются, однако представители JLR заверили, что новинка сохранит традиционные для бренда комфорт, премиальное исполнение и выдающиеся внедорожные качества.

## Пятое поколение

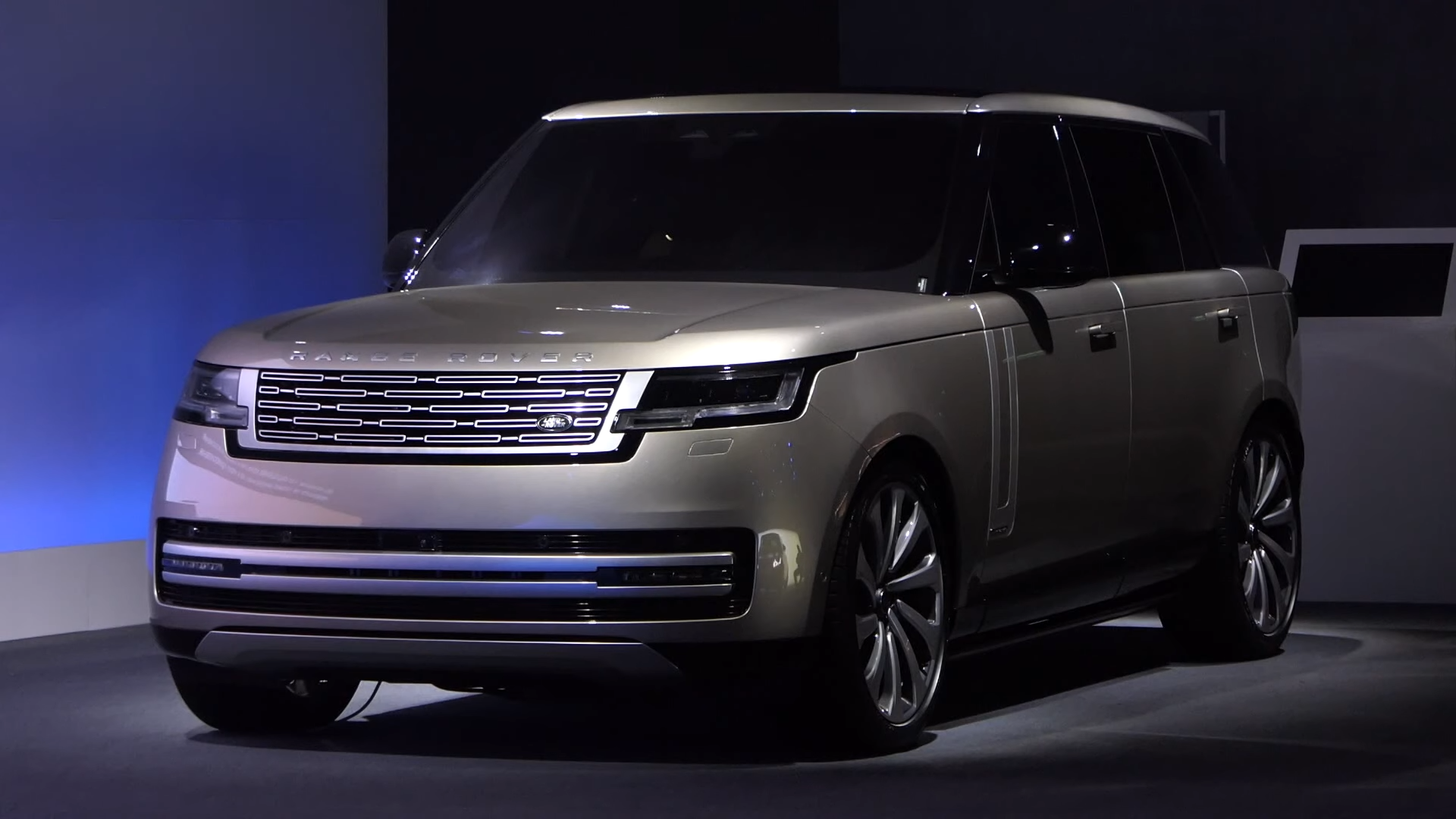
Range Rover пятого поколения

Пятое поколение Range Rover (L460) было представлено компанией в Лондоне 26 октября 2021 года. Автомобиль доступен с двумя разными колёсными базами, в виде подключаемого гибрида (PHEV) и с семиместным вариантом.
Range Rover пятого поколения был представлен главным креативным директором Jaguar Land Rover и дизайнером автомобиля Джерри Макговерном в Королевском оперном театре в Лондоне. Он построен на новой платформе JLR MLA-Flex, будет доступен как PHEV, так и семиместный вариант. Помимо двух PHEV, трёх дизельных и двух бензиновых двигателей JLR 3.0 L Ingenium I6, автомобиль станет первым автомобилем от JLR, который будет использовать двигатель, разработанный в рамках партнёрства с двигателями внутреннего сгорания и электрифицированной трансмиссией, согласованным между JLR и BMW в 2019 году, как двигатель BMW 4.4 L V8 также является опцией[уточнить]. Он был запущен с рядом мягких гибридных (MHEV) дизельных и бензиновых двигателей, с PHEV, который должен появиться в начале 2022 года, а полностью электрической модели — в 2024 году. Покупатели также могут указать четырёхместную компоновку, которая включает центральную консоль, разделяющую два задних сиденья, а также поднос с электроприводом и мини-холодильник.
Автомобиль доступен либо со стандартной колёсной базой 2997 мм при длине 5052 мм, либо с длинной колёсной базой 3197 мм при длине 5252 мм. Оба варианта имеют высоту 1870 мм и ширину 2047 мм.

### Комплектации
Доступны следующие варианты двигателя:
|             |         | Двигатель внутреннего сгорания | Двигатель внутреннего сгорания | Двигатель внутреннего сгорания | Электрический мотор | Электрический мотор          | Комбинированный              | Комбинированный      |
| Обозначение | Тип HEV | Тип двигателя                  | Топливо                        | Объём (Л)                      | Аккумулятор (кВт*ч) | Мощность (кВт; л.с.; э.л.с.) | Мощность (кВт; л.с.; э.л.с.) | Крутящий момент (Нм) |
| ----------- | ------- | ------------------------------ | ------------------------------ | ------------------------------ | ------------------- | ---------------------------- | ---------------------------- | -------------------- |
| P440e       | PHEV    | Ingenium I6 turbo              | бензин                         | 3,0                            | 38,2                | 105; 143; 141                | 324; 440; 434                | 620                  |
| P510e       | PHEV    | Ingenium I6 turbo              | бензин                         | 3,0                            | 38,2                | 105; 143; 141                | 375; 510; 503                | 700                  |
| P360        | MHEV    | Ingenium I6 turbo              | бензин                         | 3,0                            | —                   | —                            | 265; 360; 355                | 500                  |
| P400        | MHEV    | Ingenium I6 turbo              | бензин                         | 3,0                            | —                   | —                            | 295; 400; 395                | 550                  |
| P530        | —       | BMW/JLR V8 twin-turbo          | бензин                         | 4,4                            | —                   | —                            | 390; 530; 523                | 750                  |
| D250        | MHEV    | Ingenium I6 twin-turbo         | дизель                         | 3,0                            | —                   | —                            | 183; 249; 246                | 601                  |
| D300        | MHEV    | Ingenium I6 twin-turbo         | дизель                         | 3,0                            | —                   | —                            | 221; 300; 296                | 649                  |
| D350        | MHEV    | Ingenium I6 twin-turbo         | дизель                         | 3,0                            | —                   | —                            | 257; 350; 345                | 700                  |

Все двигатели соединены с восьмиступенчатой автоматической коробкой передач ZF и подают мощность на колёса через систему полного привода, которая может разъединять переднюю ось для повышения эффективности в определённых условиях движения. В подключаемых гибридных вариантах используется литий-ионная батарея ёмкостью 38,2 киловатт-часа (полезная мощность — 31,8 кВтч).

## Фильмография
Интерны (2010-2016) Range Rover 3-го поколения - машина Глеба Романенко
Шелест (2016)  Range Rover 3-го поколения - машина подполковника Павла Шелеста
Шелест. Большой передел (2018) Range Rover 3-го поколения - машина подполковника Павла Шелеста